# نانسی گیتس
نانسی گیتس (انگلیسی: Nancy Gates؛ زادهٔ ۱ فوریهٔ ۱۹۲۶ – درگذشته ۲۴ مارس ۲۰۱۹) یک هنرپیشه اهل ایالات متحده آمریکا بود.
از فیلم‌های او می‌توان به سادنلی اشاره نمود.